# Wsgljady. Fenomenologija
Wsgljady. Fenomenologija (Originaltitel: Взгляды. Феноменология, frei übersetzt „Phänomenologie des menschlichen Blicks“) ist ein Essayfilm des russischen Regisseurs Dmitri Sidorow aus dem Jahr 2002. Er gilt als Schlüsselwerk seines Schaffens.

## Inhalt des Films
Der Film untersucht anhand alter Wochenschauaufnahmen des Sankt-Petersburger Studios für Dokumentarfilm die Beziehung zwischen der Kamera zu den von ihr gefilmten Menschen. Dabei erzählt der Autor einem imaginären Gegenüber ("meine Liebste") die Geschichte zwischen Mensch und Kamera im 20. Jahrhundert wie die Geschichte einer großen Liebe: vom naiven, unschuldigen ersten Interesse aneinander, über das weitere Kennenlernen und Zusammenleben bis hin zu Konflikten, Trennung und Wiedervereinigung.

## Über den Film
"Als ich an der 'Phänomenologie…' arbeitete, interessierte mich, inwiefern das Abbild des Menschen nach seinem Tod weiterbesteht. Was da passiert war mir absolut nicht verständlich. Schließlich ist es doch nicht mehr der Mensch. Seine Knochen vermodern längst im Grab. Was ist das also? Diese Frage kann einem den Verstand rauben. Da gibt es nichts als Flecken. Eine Kombination aus Flecken. Und wir wissen nicht, was das ist. Wir können lediglich sagen – und das auch nur bedingt – dass wir alle das gleiche sehen." D. Sidorow

## Preise
Leonid-Gurewitsch-Preis für das beste Drehbuch auf dem Internationalen Dokumentarfilmfestival Otkrytaja Rossija in Ekaterinburg, Russland 2003
Spezialpreis der Jury auf dem Krakowski Festiwal Filmowy, Polen 2003
FIPRESCI-Preis (von der internationalen Filmkritiker- und Filmjournalisten-Vereinigung FIPRESCI) auf dem Krakowski Festiwal Filmowy, Polen 2003
Don-Quijote-Preis der FICC (Fédération International des Ciné-Clubs) auf dem Krakowski Festiwal Filmowy, Polen 2003

## Zitate aus dem Film
„Die Filmrolle am Schneidetisch dreht sich zunächst langsam, dann immer schneller und schneller. So ist es auch mit der Zeit unseres Lebens, meine Liebste. Mit dem Unterschied, dass man sein Leben nicht zurückspulen kann.“
„‚Verlorenen Raum kann man zurückgewinnen, verlorene Zeit nie‘, meinte Napoleon. Er wusste noch nichts vom Film.“
„Wenn ein Mensch nicht in die Kamera schaut, ist er eine durchschnittliche Person, ein Symbol. Wenn er das tut, dann ist er für mich lebendig.“
„Es wäre seltsam, wenn man seiner eigenen Abbildung ‚Das bin ich‘ sagen könnte. ‚Das bin ich nicht‘ –  auch seltsam.“

## Kritik
Der Filmkritiker Alexej Gusew hebt die Wirkung der Synchronisation der Protagonisten durch die Stimme des Autors hervor. Er sieht darin die Einheit der Intonation, einen ruhigen Fluss der Stimmführung: "Der Ich-Erzähler geht den Weg ins Totenreich und zurück und nur durch ihn allein erfahren wir von dieser Reise." Gusew meint, der Film müsse obligatorisch gleich in der ersten Unterrichtsstunde in Filmschulen gezeigt werden, als Unterrichtseinheiten „Filme sehen“ und „Kino lieben“.
Der Drehbuchautor und Filmwissenschaftler Andrej Schemjakin sieht in dem Film den Versuch, „die Bedeutung des Blicks dort aufzuspüren, wo man aus Gewohnheit nur Stereotypen erkennt. Diese müssen überwunden werden, gegen sie muss mit den Mitteln der Filmmontage angekämpft werden.“.
Der Filmhistoriker Naum Kleiman bemerkt die intime Erzählweise des Films und die Verliebtheit des Autors in die Kinochronik: "...diesen Film könnte man eigentlich "Cinema, mon amour" nennen, der auf der anderen Seite alle Qualen der Liebe aufzählt, bis auf die Liebesbezeugung." Kleiman erinnert an Pudowkins Begriff der 'Zeit in Großaufnahme': "Wenn sich in Zeitlupe auf der Leinwand das entfaltet, was in der Wochenschau üblicherweise innerhalb einer Sekunde vorbeigaloppiert, hat man plötzlich die Möglichkeit Gesichtsausdrücke, Gangart, Wetter und die Kleidung der Menschen zu betrachten. Und so erlangt das, was vorher als Nebensächlichkeiten, Zwischentöne oder sogar Abfall erschien, plötzlich Bedeutung.".